# Max Fürbringer
Max Fürbringer, född 30 januari 1846, död 6 mars 1920, var en tysk zoolog och anatom. Han var bror till Paul Fürbringer.
Fürbringer var elev till Carl Gegenbaur i Heidelberg, blev 1878 professor i Amsterdam, 1888 i Jena och 1901 Gegenbaurs efterträdare i Heidelberg. Fürbringer utförde sig vetenskapliga produktion främst inom den jämförande anatomin. Bland hans verk märks Zur vergleichenden Anatomie der Schultermuskeln und des Brustschulterapparates (5 band 1872-1902), Zur Entwicklung der Amphibienniere (1877), Untersuchungen zur Morphologie und Systematik der Vögel (2 band, 1888 Fürringers mest betydelsefulla arbete), Beitrag zur Systematik und Genealogie der Reptilen und Vögel (2 band, 1900-02), Morphologische Streitfragen (1902), dessutom utgav han 1909 en ny upplaga av Gegenbaurs Anatomie des Menschen.